# Szklistość miąższu jabłek

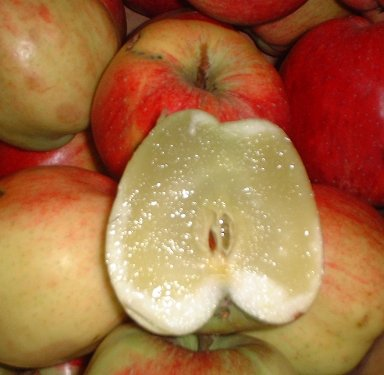

Szklistość miąższu jabłek nieinfekcyjna (fizjologiczna) choroba jabłek.

## Objawy i występowanie
Głównym objawem choroby są wodniste zmiany w miąższu jabłek. Wskutek gromadzenia się cieczy w międzykomórkowych przestrzeniach, miąższ jabłek staje się „szklisty”. Normalnie jabłka zawierają takie cukry, jak sacharoza, fruktoza i glukoza, ale jabłka ze szklistością miąższu zawierają dodatkowo cukier sorbitol. Normalnie sorbitol nie znajduje się w jabłkach, znajduje się on głównie w sokach krążących w roślinie. Jest to cukier prosty, bardziej słodki, niż fruktoza, dlatego jabłka te wydają się bardziej słodkie, niż normalne. W jabłkach jest on przekształcany na fruktozę, w jabłkach ze szklistością miąższu zamiana ta nie następuje.
Szklistość miąższu jabłek w dużym stopniu zależy od odmiany jabłoni. U niektórych odmian pojawia się ona jeszcze przed zbiorem owoców, w większości przypadków jednak dopiero w przechowalni, najczęściej w okolicy gniazd nasiennych. Objawy mogą się jednak pojawić w różnych innych miejscach miąższu. W skrajnych przypadkach choroba obejmuje cały owoc, a porażone części miąższu stają się przezroczyste i twarde. Przy dużym nasileniu choroby w szklistym miąższu gromadzi się etanol i aldehyd octowy. Są one toksyczne dla miąższu i powodują jego brązowienie i ostatecznie rozpad podczas przechowywania. Czasami objawy szklistości są widoczne już na zewnętrznej stronie owocu.

## Przyczyny
Są dwie przyczyny choroby:
- długotrwałe okresy upałów i suszy podczas wegetacji roślin i znaczne wahania temperatury przed zbiorem. Wysoka temperatura podczas dojrzewania jabłek również sprzyja wystąpieniu choroby. Rozwój choroby nasila się, gdy owoce przejrzewają. Czynnikami sprzyjającymi powstawaniu choroby są: nadmiernie wyrośnięte owoce, wysoki stosunek liści do owoców, nadmierne przerzedzanie i silne cięcie drzew. W tym przypadku można ograniczyć chorobę zabiegami agrotechnicznymi opóźniającymi dojrzewanie jabłek;
- silne upały w okresie dojrzewania jabłek. Jabłka wystawione na bezpośrednie działania promieni słonecznych są bardziej narażone na wystąpienie szklistości miąższu. Często przyczyną nasilenia choroby jest oparzelina słoneczna owoców[2].

Takie warunki pogodowe powodują zaburzenia w gospodarce cukrami i nadmierne uwodnienie komórek miąższu jabłek. Żadna z odmian jabłoni nie jest całkowicie odporna na szklistość miąższu, ale szczególnie podatne na tę chorobę są odmiany: ‘Jonatan’, ‘Koksa Pomarańczowa’, ‘Stayman’, ‘Winesap’, ‘Close’, ‘James Grieve’, ‘Witos’, ‘Gloster’. Mniej podatne są ‘Cortland’, ‘Golden Delicious’, ‘Granny Smith’ i ‘McIntosh’.

## Ochrona
Rozwojowi choroby sprzyja zbyt długie przetrzymywanie jabłek na drzewie w celu zwiększenia ich rumieńca. Zbyt długie przetrzymywanie owoców na drzewie powoduje wystąpienie choroby nawet u tak odpornych na nią odmian jak ‘McIntosh’. Głównym zatem sposobem ograniczenia choroby jest zbiór owoców we właściwym terminie. W pierwszej kolejności wskazane jest zbieranie owoców z górnej części po południowo-zachodniej stronie koron drzew. Zaleca się sprawdzenie, jaka część owoców ma szklistość miąższu. Przy znacznej ilości owoców z tą choroba zaleca się ich sprzedanie zaraz po zbiorze, w przechowalni bowiem objawy choroby nasilą się.
Jednym z czynników mających wpływ na szklistość owoców jest zawartość wapnia w glebie. Zastosowanie pozakorzeniowego dokarmiania owoców solami wapnia może ograniczać powstawanie tej choroby. Sprzyjają jej natomiast zbyt duże dawki azotu i boru.
Jeżeli szklistość miąższu wystąpiła w niewielkim stopniu, zaleca się taką partię owoców przed umieszczeniem w chłodni przetrzymać przez kilka dni w temperaturze około 15 °C. Może to spowodować zniknięcie szklistości. Szansa na zniknięcie szklistości podczas przechowywania jest znacznie większa u odmian o twardym miąższu. W takiej temperaturze jednak owoce szybciej dojrzewają, co oznacza krótszy czas ich przechowywania.
Jeżeli zmiany miąższu są znaczne, szklistość nie zaniknie, nawet w wyższej temperaturze przechowywania. Ponadto w takich jabłkach miąższ może zbrunatnieć i ulec destrukcji. Problemem była ocena, w jak dużym nasileniu w danym sezonie występuje szklistość miąższu. Do niedawna nie można było stwierdzić występowania choroby bez przekrojenia owocu. Obecnie są na to metody nieniszczące jabłek. Jedną z nich jest metoda optyczna, polegająca na pomiarze przepuszczalności światła. Czasami wykorzystuje się do tego celu rezonans magnetyczny. Ze względu na cenę te metody nie są jednak popularne. Częściej stosowaną metodą jest rozpoznawanie owoców ze szklistością miąższu na podstawie gęstości. Jabłka ze szklistością miąższu z reguły mają większy ciężar właściwy, co umożliwia ich oddzielenie. Stosuje się w tym celu specjalne urządzenia sortujące napełnione roztworami alkoholu o tak dobranej gęstości, by owoce zdrowe przemieszczały się w wierzchniej warstwie roztworu, a owoce ze szklistością opadały na dno. Mogą stąd być wybrane, a ich procentowy stosunek do owoców zdrowych łatwo pozwala na ocenę stopnia porażenia szklistością owoców.